# Titanio emiralis
Titanio emiralis là một loài bướm đêm trong họ Crambidae.